# Albert Lecoy de La Marche
Richard Albert Lecoy de la Marche (Nemours, 21 de noviembre de 1839 - París, 22 de febrero de 1897) fue un historiador francés especializado en la Edad Media.

## Apuntes biográficos
En 1858 ingresó en la École Nationale des Chartes y tres años después se graduó como archivero paleógrafo. Tras un breve periodo en Annecy, donde permaneció hasta 1864 como archivero del departamento de Alta Saboya, fue destinado a los Archivos del Imperio. Allí trabajó en la sección administrativa hasta 1882 para pasar después a la sección histórica, de la que fue nombrado subjefe en 1892. Fue profesor de Historia en el Instituto Católico de París desde 1877 a 1880.
Fue miembro de la Academia Florimontana, de la Société des antiquaires de France y secretario de la Société de la Ècole des Chartes.  Su obra La chaire française au moyen âge, (El púlpito francés en la Edad Media), fue premiada por la Academia de las inscripciones y lenguas antiguas en 1868 y fue considerada posteriormente por algunos como su obra magna. Su atención se centra en el contenido de los sermones y en el carácter del predicador como medio para aprender algo de la sociedad a la que van dirigidas las homilías. Su examen detallado revela aspectos significativos referentes al comercio, la política, la reforma de la Iglesia, la situación social de la mujer o el matrimonio. Su triple enfoque de la predicación medieval como materia de estudio (los sermones, los predicadores, la sociedad) sigue considerándose válido en la historiografía del siglo XXI.

## Monografías y catálogos de exposiciones
- De l’autorité de Grégoire de Tours : étude critique sur le texte de l’histoire de France. Thèse de l’École des chartes. París : Libr. Durand, 1861.
- Histoire de l’histoire. Annecy : Didier-Monnet, 1862.
- Une œuvre dramatique au Moyen Âge : saint Bernard de Menthon, d’après un mystère inédit. París : impr. De E de Soye, 1965.
- Œuvres complètes de Suger, recueillies, annotées et publiées d’après les manuscrits pour la Société de l’Histoire de France. París : Vve J. Renouard, 1867.
- La Chaire française au Moyen Âge, spécialement au XIIIe siècle, d’après les manuscrits contemporains. París : Librairie académique, Didier, 1868 ; rééd. Genève : Slatkine, 1974.
- Vie de Jésus-Christ, composée au XVe siècle d’après Ludolphe le Chartreux. París : G. Hurtrel, 1870.
- Notes d’un assiégé (septembre 1870 - février 1871). París : Bray et Retaux, 1872.
- Extraits des comptes et mémoriaux du roi René, pour servir à l’histoire des arts au XVe siècle, publiés d’après les originaux des Archives nationales. París : A. Picard, 1873.
- Titres de la maison ducale de Bourbon, t. II. París : H. Plon, 1874.
- Le Roi René, sa vie, son administration, ses travaux artistiques et littéraires d’après les documents inédits des archives de France et d’Italie. París : Firmin-Didot frères fils et Cie, 1875 ; rééd. Genève : Slatkine, 1969.
- Anecdotes historiques, légendes et apologues, tirés du Recueil inédit d’Étienne de Bourbon, dominicain du XIIIe siècle. París : H. Loones, Renouard, 1877.
- La Société au XIIIe siècle. París : V. Palmé, 1880 (« Nouvelle Bibliothèque historique »).
- Saint Martin.Tours : A. Mame et fils, 1881 ; 2e éd. 1890.
- Les Manuscrits et la Miniature. París : A. Quantin (« Bibliothèque de l’enseignement des beaux-arts »), 1884.
- Saint Louis, son gouvernement et sa politique. Tours : A. Mame et fils, 1887.
- Le XIIIe siècle littéraire et scientifique. Lille : Desclée, de Brouwer ; Bruges : Société de Saint-Augustin, 1887 ; rééd. Lille : Desclée, de Brower et Cie(« Collection littéraire ») 1894.
- L’Esprit de nos aïeux : anecdotes et bons mots tirés des manuscrits du XIIIe siècle. París : C. Marpon et E. Flammarion, 1888.
- Les Sceaux. Paris : Quantin (« Bibliothèque de l’enseignement des beaux-arts »), 1889.
- Le XIIIe siècle artistique. Lille : Desclée, de Brouwer et Cie, 1889.
- Le Bagage d’un étudiant en 1347. Nogent-le-Rotrou : Daupeley-Gouverneur, 1890.
- La Guerre aux erreurs historiques. París : Letouzey et Ané, 1891.
- Les Relations politiques de la France avec le royaume de Majorque. París : E. Leroux, 1892.
- La Peinture religieuse. París : Librairie Renouard, H. Laurens, 1892 ; rééd. 1930.
- Interrogatoire d’un enlumineur par Tristan l’Ermite. Bruges : Desclée, de Brouwer, 1892.
- La France sous Saint-Louis et sous Philippe le Hardi. París : Librairies-imprimeries réunies (« Bibliothèque d’histoire illustrée »), 1893.
- La Fondation de la France du IVe au VIe siècle. Lille : Société de saint Augustin, Desclée, de Brouwer, 1893.
- Les Récents Progrès de l’histoire. Lyon : E. Vitte, 1893.
- À la gloire de Jeanne d’Arc, variétés historiques. París : Letouzey et Ané, 1895.
- À travers l’histoire de France, études critiques. París : Téqui, 1896.
- Le Passé de la France, études historiques. París : Téqui, 1897.
- La Vérité dans l’histoire, études critiques. La Chapelle-Montligeon : Librairie de N.-D. de Montligeon, 1897.

## Artículos en publicaciones periódicas
- « Note sur l’origine du nom Annecy ». Revue savoisienne, 1861, p. 69-71.
- « Deux chartes du prieuré de Vallon en Chablais ». Revue savoisienne, 1861, p. 78-81.
- « Les Franchises de la ville de Thones ». Revue savoisienne, 1862, p. 13-16.
- « Une grande erreur archéologique ». Revue savoisienne, 1862, p. 88-89.
- « La Légende de Marcellaz ». Revue savoisienne, 1862, p. 74-76.
- « Un projet d’érection d’un monument à saint François de Sales par la Société florimontane ». Revue savoisienne, 1863, p. 1.
- « Trésoriers généraux du Genevois et Châtelains d’Annecy ». Revue savoisienne, 1863, p. 4.
- « Les Franchises d’Alby ». Revue savoisienne, 15 novembre 1863, p. 88-89.
- « Notice historique sur Ripaille en Chablais d’après plusieurs documents inédits ». Revue savoisienne, 1863, p. 9-12, 25-28, 33-38 et 45-48.
- « Exécution du testament d’Amédée III, comte de Génevois, en 1371 : l’église Notre-Dame d’Annecy, la monnaierie des comtes de Genevois ». Bibliothèque de l’École des chartes, juillet-août 1863, p. 500-512.
- « De l’interprétation d’une lettre de saint Rémy à Clovis ». Bibliothèque de l’École des chartes, 1866, p. 59-74.
- « Les Coutumes et Péages de Sens, texte français du commencement du XIIIe siècle ». Bibliothèque de l’École des chartes, 1866, p. 265-284.
- « Amédée VIII et son séjour à Ripaille ». Revue des questions historiques, t. I, 1966, p. 192-203.
- « Des bains au Moyen Âge. Réponse à M. Michelet ». Revue du monde catholique, 1866, t. XIV, p. 870-881.
- « L’Académie de France à Rome d’après la correspondance de ses directeurs (1666-1792) ». Gazette des Beaux-Arts, 1869, t. I, p. 128-156, 344-365, 462-473 ; t. II, p. 62, 171, 270, 352 ; t. IV, p. 267.
- « L’Académie de France à Rome d’après la correspondance de ses directeurs (1666-1792) ». Gazette des Beaux-Arts, 1870, p. 128-156, 344-365 et 462-473.
- « Une fausse Jeanne d’Arc ». Revue des questions historiques, 1871, t. X, p. 562-582.
- « Note rectificative au sujet de Louis d’Anjou ». Bibliothèque de l’École des chartes, 1875, p. 585-587.
- « La Miniature en France du XIIIe au XVIe siècle ». Gazette des Beaux-Arts, 1884, t. XXIX, p. 64-75, 228-248 et 363-376.
- « L’Art d’enluminer, manuel technique du XIVe siècle ». Gazette des Beaux-Arts, 1885, t. XXXII, p. 422-429 ; 1886, t. XXXIII, p. 54-61.
- « Les Anciennes Collections de manuscrits, leur formation et leur installation ». Gazette des Beaux-Arts, 1887, t. XXXV, p. 57-64, 151-157 et 227-234.
- « Louis XI et la Succession de Provence, mémoire lu à l’Académie des inscriptions et belles-lettres ». Revue des questions historiques, janvier 1888, p. 127-157.
- « Les Origines de l’architecture gothique ». La Revue générale, 1890, t. LII, p. 641-661.
- « La Prédication de la Croisade au XIIIe siècle ». Revue des questions historiques, juillet 1890, p. 5-28.
- « L’Architecture. Les époques de l’art gothique ». In Gaston Cougny, dir., L’Art au Moyen Âge. París : Firmin-Didot, 1894, p. 208-228.
- « La Miniature ». In Gaston Cougny,dir., L’Art au Moyen Âge. París : Firmin-Didot, 1894, p. 284-289.